# Операція «Помста»
Опера́ція «По́мста» (англ. Operation Vengeance) — операція американських військ з ліквідації головнокомандувача японського флоту адмірала Ісороку Ямамото.

## Передумови операції
Щоб підняти бойовий дух військ після поразки на Гуадалканалі, Ямамото вирішив особисто провести інспекцію військ південного Тихого океану. 14 квітня 1943 року під час розвідувальної операції США, кодова назва «Меджік» (англ. Magic), було здійснено перехоплення й розшифрування радіопередачі, яка містила специфічні деталі про виліт Ямамото, зокрема розклад прибуття на всі об'єкти, а також номери й тип літаків, на яких він і його супровід пересуватимуться. Із шифровки було зрозуміло, що Ямамото полетить із Рабаула на аеродром Балалає, на острові Бугенвіль на Соломонових островах вранці 18 квітня 1943 року.
Президент США Франклін Д. Рузвельт попросив міністра ВМС Френка Нокса «дістати Ямамото». Нокс передав побажання президента адміралу Честеру Німіцу. Адмірал Німіц порадився з адміралом Вільямом Голсі, який командував південно-тихоокеанською групою, і після цього дозволив провести операцію 17 квітня із завданням перехопити і збити літак Ямамото.

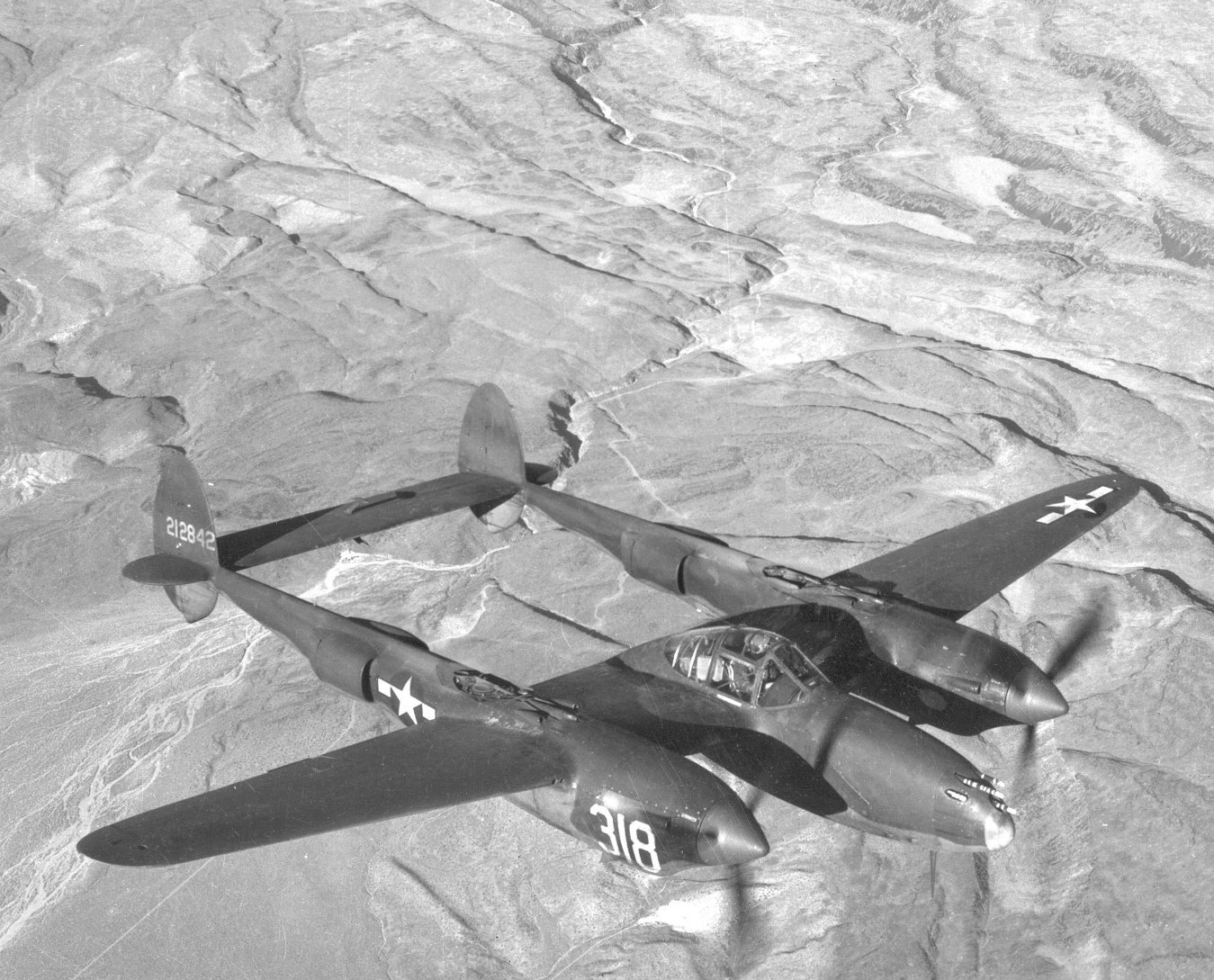
P-38G Lightning

Для проведення перехоплення була вибрана 339-а ескадрилья винищувачів 347-ї групи винищувачів 13-ї Повітряної армії, оскільки їхні літаки P-38 «Лайтнінг» мали достатню дальність польоту. Пілоти були проінформовані, що вони проводитимуть перехват «важливого старшого офіцера», але не були поінформовані про ім'я їхньої мішені.

## Бій

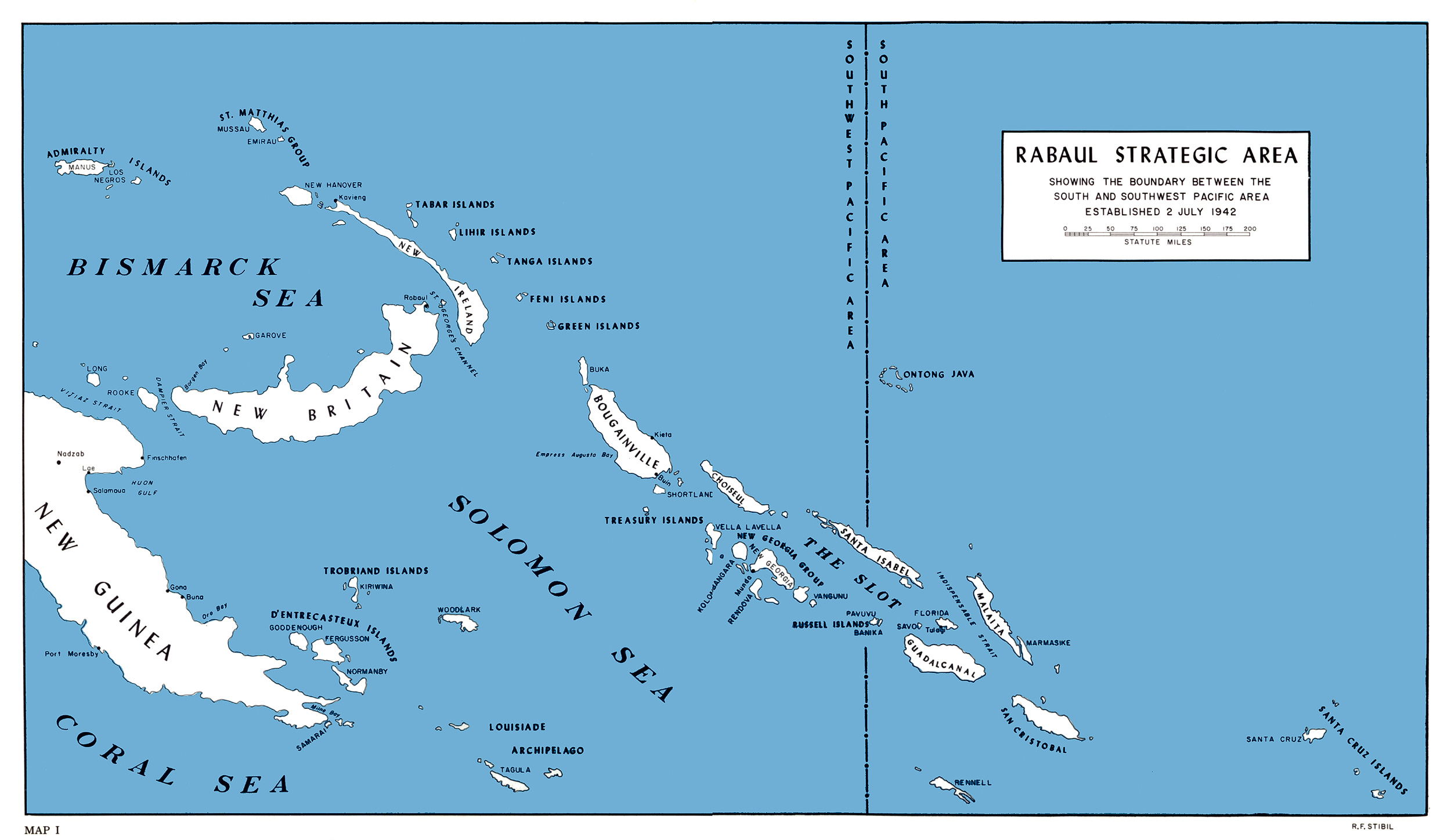
Карта південно-західної частини Тихого океану, де відбувся бій між американськими і японськими винищувачами.

Уранці 18 квітня, попри поради місцевих командирів скасувати політ через небезпеку засідки, Ямамото вилетів із Рабаула за розкладом на бомбардувальнику «Бетті» (Ямамото сидів у рубці ліворуч від пілота) для перельоту на відстань 315 миль. Не виключено, що Ямамото навмисно полетів на літаку з метою загинути і тим самим зняти із себе відповідальність і ганьбу за поразку Японії, яка на той час вже вимальовувалася.
Незабаром після цього вісімнадцять спеціально обладнаних додатковими баками Р-38 стартували з Гуадалканалу (один не зміг злетіти, один повернувся через несправність, і два впали в море). Вони летіли на дуже малій висоті й підтримували радіомовчання майже весь час перельоту на відстань 430 миль, щоб не бути виявленими. О 9:34 за часом Токіо групи зустрілись, і розпочався повітряний бій між 14 літаками Р-38 (щонайменше двом не вдалося скинути додаткові баки перед атакою, і щонайменше два інших були змушені прикривати їх, відтак кількісна перевага американців була незначною) і шістьма винищувачами «Зеро» із супроводу Ямамото.
Лейтенант Рекс Т. Барбер (Rex T. Barber) атакував перший із двох японських бомбардувальників, який і був літаком Ямамото. Він поливав літак вогнем із кулемета, доки лівий двигун бомбардувальника не задимівся. Барбер повернув, щоб атакувати другий бомбардувальник; у цей момент літак Ямамото впав у джунглі.
Після битви другий пілот, капітан Томас Джордж Ланф'є (Thomas George Lanphier, Jr.), намагався довести, що саме він збив головного бомбардувальника. Ця заява розпочала дискусію, яка продовжувалася кілька десятиліть, доки спеціальна експедиція не провела аналіз напряму куль на місці падіння. Більшість істориків в наш час приписують збиття цього бомбардувальника Барберу.

## Підсумок бою

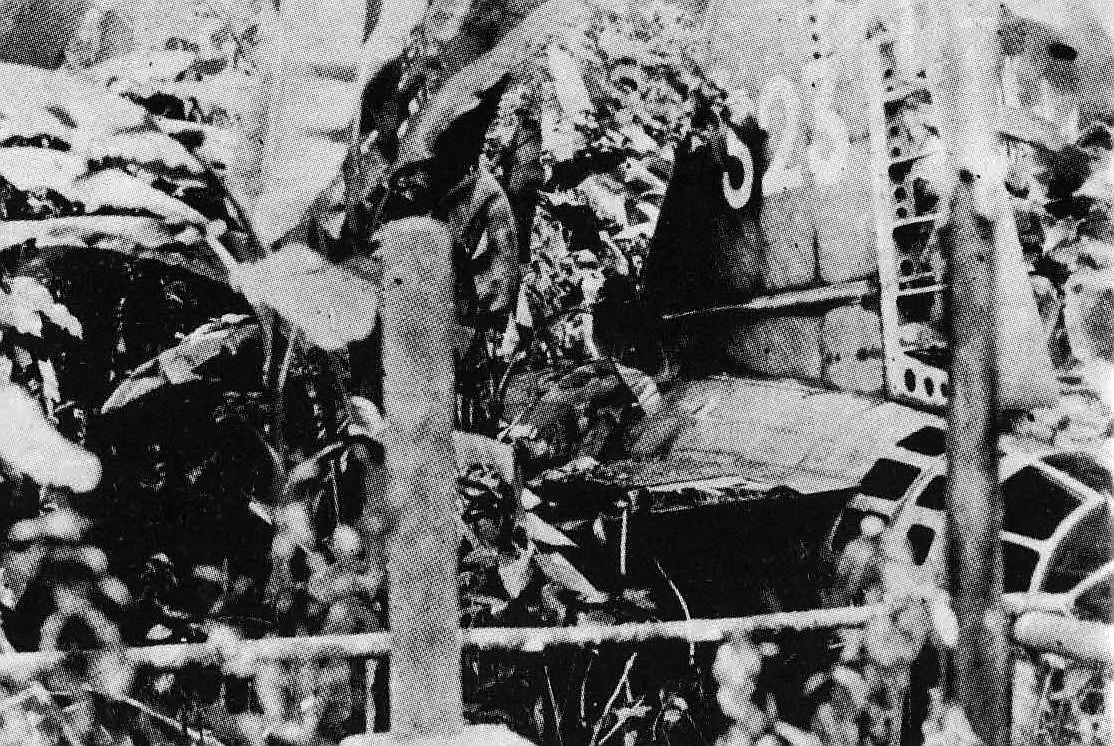
Рештки літака G4M, на якому загинув адмірал Ямамото

Наступного дня японський рятувальний загін під командуванням армійського інженера лейтенанта Хамасуни, знайшов у джунглях місце падіння і тіло адмірала Ямамото, на північ від старої австралійської прибережної застави Буїн. За словами Хамасуни, Ямамото викинуло з фюзеляжу літака під дерево, тіло сиділо прямо, пристібнуте до сидіння, і рука в білій рукавичці стискала рукоятку його катани. Хамасуна сказав, що впізнати Ямамото було досить легко; його голова була нахилена так, ніби він замислився.
Аутопсія показала, що Ямамото отримав два кульові поранення: одне в задню частину лівого плеча, друге в нижню частину нижньої щелепи, з вихідним отвором над правим оком. Попри всі докази, питання про те, чи пережив адмірал падіння, стало предметом дискусій у Японії.
У цьому бою загинув лише один американський пілот — лейтенант Реймонд К. Хайн (Raymond K. Hine). Його літак не повернувся на базу після того, як був підбитий пілотом 504-ї авіагрупи Імператорського флоту Японії Сьоїті Сугітою. Якщо врахувати, що винищувачам довелося битися на межі радіуса дії та з додатковими паливними баками, підбитий пілот не мав жодних шансів повернутися.
Це була найдовша операція з повітряного перехоплення за всю історію війни. В Японії вона стала відома як «Військово-морський інцидент А» (海軍甲事件). Вона підняла бойовий дух в США і шокувала Японію, яка офіційно визнала цей інцидент лише 21 травня 1943 року.
Щоб не ставити японців до відома про розшифрування їх коду, американські газети повідомили, що цивільні спостерігачі бачили, як Ямамото сідав на літак на Соломонових островах. Імена американських пілотів також не були опубліковані — брат одного з них був у японському полоні, і вони побоювалися за його безпеку.
Капітан Ватанабе і його супровід спалили залишки Ямамото в Буїні, попіл повернули в Токіо на борту лінкора «Мусасі» — останнього флагмана Ямамото. Ямамото був похований із почестями 3 червня 1943 року й отримав звання Адмірал флоту та Орден хризантеми першого класу посмертно. Німецький уряд також нагородив його Лицарським орденом Залізного Хреста з дубовим листям і мечами. Частина його праху була похована на загальному кладовищі в Тамі (多摩霊園), а залишок на його старовинному сімейному цвинтарі біля храму Тюко-дзі в Нагаоке.